# Вінченцо Торренте
Вінченцо Торренте (італ. Vincenzo Torrente, нар. 12 лютого 1966, Четара) — італійський футболіст, що грав на позиції правого захисника, зокрема за «Дженоа», вважається одним з найкращих оборонців в історії цього клубу. 
По завершенні ігрової кар'єри — тренер. З 2019 року очолює тренерський штаб команди «Губбіо».

## Ігрова кар'єра
Народився 12 лютого 1966 року в місті Четара. Вихованець юнацьких команд футбольних клубів «Четарезе» та «Ночерина». У дорослому футболі дебютував 1983 року виступами за головну команду останнього, в якій провів два сезони, взявши участь у 9 матчах чемпіонату. 
Своєю грою за цю команду привернув увагу представників тренерського штабу «Дженоа», до складу якого приєднався 1985 року. Відіграв за генуезький клуб наступні п'ятнадцять сезонів своєї ігрової кар'єри, здебільшого як основний правий захисник команди. Пізніше, у 2013 році, був включений до символічного найкращого складу «Дженоа» за його 120-річну на той час історію.
Завершував ігрову кар'єру в «Алессандрії», за яку виступав протягом 2000—2001 років.

## Кар'єра тренера
Розпочав тренерську кар'єру невдовзі по завершенні кар'єри гравця, повернувшись 2002 року до «Дженоа», де до 2009 року тренував молодіжну команду. Протягом частини 2003 року разом з Ріно Лавецціні виконував обов'язки головного тренера основної команди клубу.
Згодом у 2009–2011 роках тренував нижчоліговий «Губбіо», після чого два роки пропрацював у Серії B з командою «Барі». Пізніше працював на тому ж рівні із «Салернітаною» і «Віченцою», а також представниками Серії C «Кремонезе» та «Сікула Леонцьо».
2019 року удруге у кар'єрі очолив тренерський штаб «Губбіо», також команди третього італійського дивізіону.